# Tömjénút

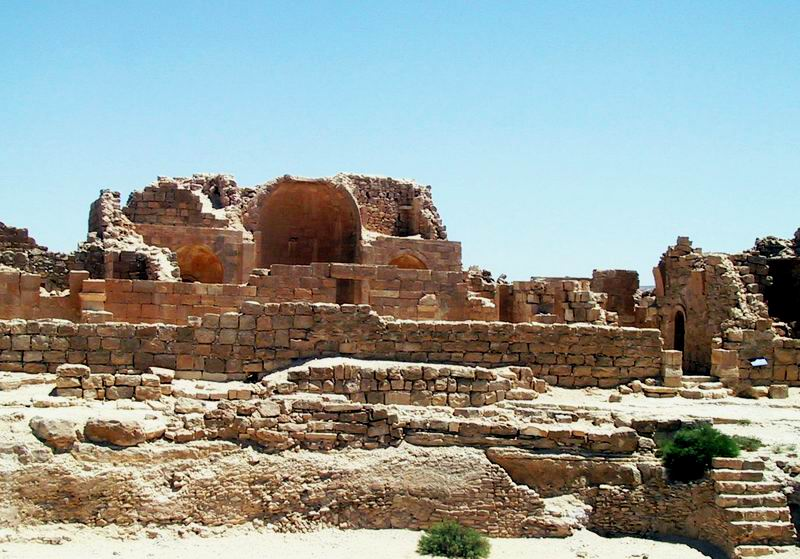
A Negev-sivatag ősi városait az ókori tömjén- és fűszerszállító útvonalak kötötték össze a Földközi-tengerrel.

A tömjénút az Egyiptomot, Indiát és Arábiát átszelő nagyobb kereskedelmi útvonalak gyűjtőneve. A Dél-Arábiától a Földközi-tengerig ívelő tömjénkereskedelem durván az i. e. 3. század és a Krisztus születése utáni 2. század között virágzott. A tömjénút olyasfajta áruk szállítására szolgált, mint az arab tömjén és mirha; indiai fűszerek, ébenfa, selyem és finom kelmék; valamint kelet-afrikai ritka fafajták, tollak, állatbőrök, és arany.

## Történetének kezdetei
Az ókori egyiptomiak a Vörös-tengeren közlekedve importáltak fűszereket "Punt földjéről" és Arábiából. Az indiai cikkeket arab hajókon vitték Ádenbe. Különlegesen felszerelt türoszi hajók, az úgynevezett „tarziszi hajók”, számtalanszor végigjárták a keletre vezető utat, hogy arannyal, ezüsttel, elefántcsonttal és drágakövekkel megrakodva térjenek vissza. Mindezt Ofír kikötőjében rakodták ki.
Himanshu Prabha Ray (2003) így ír erről:
Úgy tűnik, az ókori időkben Szaúd-Arábia és Afrika voltak a legnagyobb tömjénellátó területek, míg ma a gumikereskedelem központja Aden és Omán. Ősi egyiptomi rituális szövegekből tudjuk, hogy a tömjént a Nílus felső vidékére szállították a kereskedők, ám erre talán a leglátványosabb bizonyítékot szolgáltatnak a thébai templomban látható i. e. 1500-ból származó freskók, amelyek egy, az egyiptomi királynő parancsára a punok földjére induló hajóhadat ábrázolnak. Ezeken a reliefeken öt, kincsekkel roskadásig megrakott hajót láthatunk, egyiken harmincegy kis becserepezett tömjénfát szállítanak.
A Periplus Maris Erythraei és egyéb görög szövegek több afrikai, dél-arábiai és indiai part menti helyszínre utalnak, amelyeket érintett a tömjén-, mirha-, fahéjkereskedelem, és jó néhány gumigyantafajta (például duaka, kankamon, mok rotu) szállítása.

## Szárazföldi útvonalak

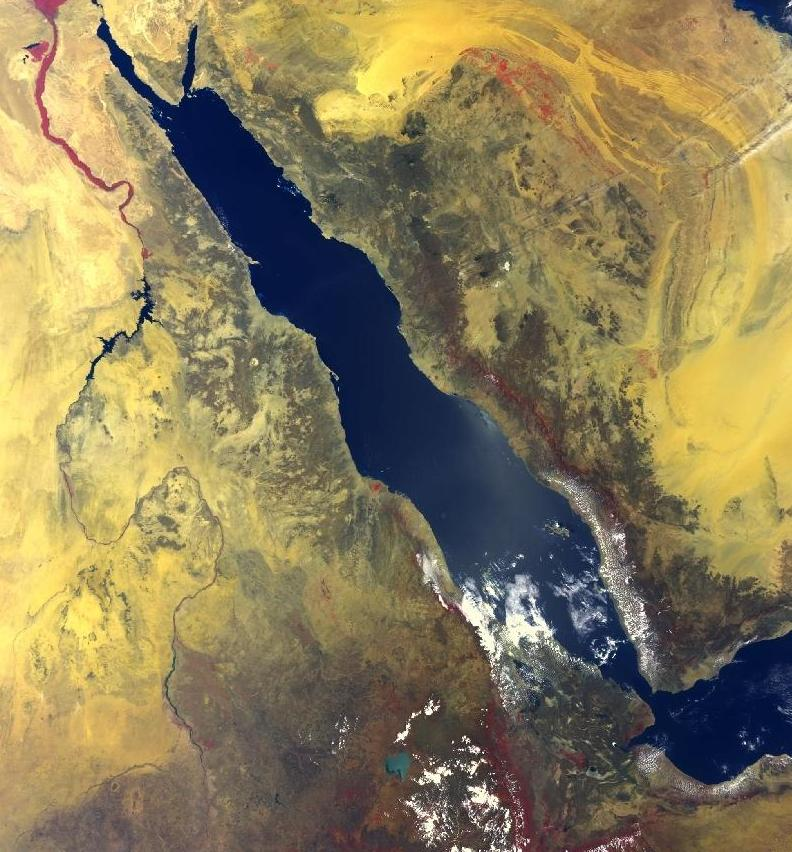
Az Egyiptomot a tömjéntermő vidékekkel összekötő kereskedelem nagyban függött a Vörös-tengeren hajózók helyes navigációjától.

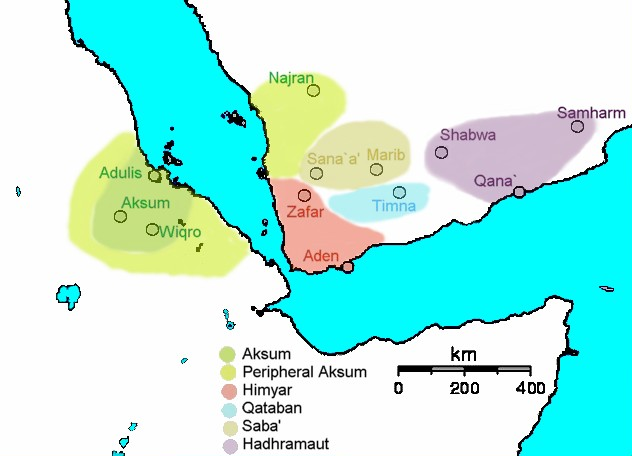
A Katabán királyság gazdasága (világoskékkel jelölve) a fűszerek és aromás növények, többek között a tömjén és a mirha termesztésén és kereskedelmén alapult. Ezeket a Földközi-tenger térségébe, hajón Indiába és teveháton Abesszíniába exportálták, ahol több kultúra nagy becsben tartotta ezeket a növényeket.

Sztrabón, a görög történész szerint a tömjénút egyik fontos állomása Gerrha volt. Ezt a várost babilóniai menekültek alapították káldeus kolóniaként. Gerrha nagy befolyást gyakorolt az Arábián és a Földközi-tenger térségén keresztülvivő tömjénút útvonalára, és felügyelte Babilonba irányuló fűszerkereskedelmet az i. e. 1. század folyamán. Gerrha was one of the important entry ports for goods shipped from India.
A tömjénkereskedelemben elfoglalt fontos pozíciójának köszönhetően Jemen vonzotta a termékeny félholdból érkező telepeseket. Jemen gazdaságában kulcsfontosságúak voltak a tömjén- és mirhafák, ezért az uralkodóosztály szemében ezek a növények a gazdagság forrását jelentették.
Asszír források jelezték, hogy III. Tukulti-apil-Ésarra Fönícián keresztül tört Gáza felé. Gáza végül elesett, és uralkodója Egyiptomba menekült, ám később vazallus irányítóként visszatért. A támadás célja a régióban virágzó tömjénkereskedelem feletti irányítás megszerzése volt.

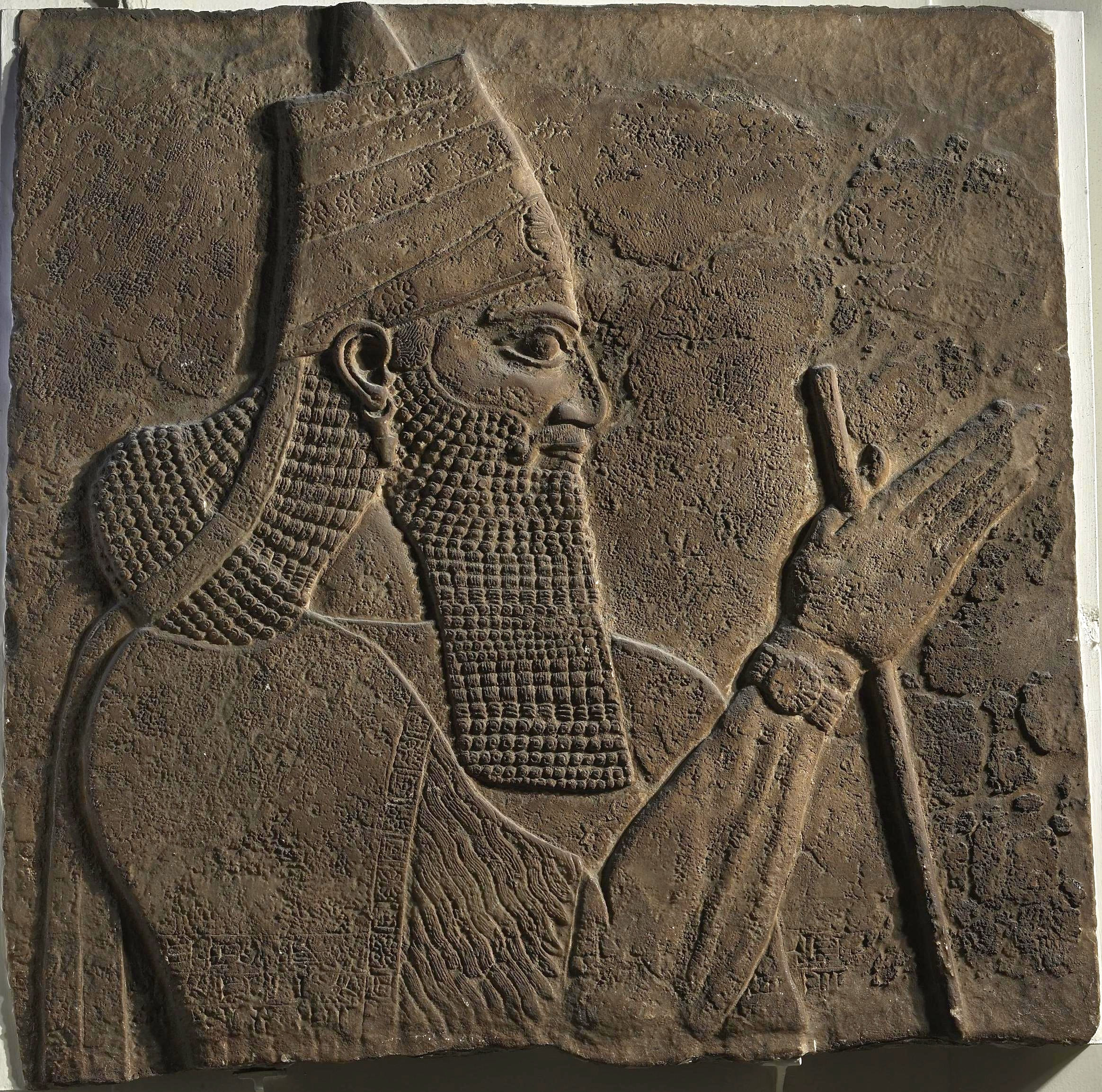
III. Tukulti-apil-Ésarra megtámadta Gázát, hogy megszerezze a tömjénút feletti uralmat.

 I. E. S. Edwards szerint a szír-efraimita háború összefügg az izraeliták és arameusok a tömjénút északi részének ellenőrzésére irányuló törekvésével, ami egyben Transzjordánia uralását is jelentette. Régészek találtak feliratokat, amik a mu-u-na-a-a nép földjéről szerzett hadizsákmányról szólnak. Pk valószínűleg a meuniták voltak, akiket az Ószövetség is megemlít. Egyes tudósok ezt a népet az arábiai minaeanokként azonosítja, akik a tömjénút északi kereskedelmi pontjait birtokolták, így részesei voltak a fűszerkereskedelemnek.
A Dhofarból származó fűszernövények és az indiai luxuscikkek gazdagságot hoztak az arábiai királyságokba. Dhofarból Khor Rori természetes kikötőjén át Arábia nyugati partjaira szállították a növényeket. A karavánok azután az északi királyságokba vitték az árut Szabába, Ketabánba, Sábába, Mainba, Palesztinába, egészen Gázáig. A luxuscikkek árába belekalkulálták az útközben a kutak és egyéb megállók tulajdonosainak fizetett adókat is.
Az India és Mediterráneum közti kereskedelem Jemen - Damaszkusz szárazföldi útvonalának létezése és működése a térségben élő/megtelepedő nabateusok nélkül elképzelhetetlen lett volna. Ez a származása tekintetében még nem tisztázott népcsoport (a kutatások jelenlegi állása szerint Jemen (Sába) felől felszivárogva, majd a terméketlen Negev-sivatagban letelepedve, egy jellegzetes, a sivatagi körülményekhez igazodó - részben városi-, részben nomád - civilizációt hoztak létre (Udi Lewy). Királyságuk félúton az Akabai öböl és a Holt-tenger között feküdt, de befolyásuk érvényesült a Jemenből Damaszkuszba tartó teljes sivatagi tömjénúton, amely az India és Egyiptom közötti fő útvonalat keresztezte (Mada'in Salih). Ez a pozíció lehetővé tette a nabateusok számára, hogy uralják a tömjénúton folyó kereskedelmet. I. Antigonosz Monophthalmosz, Szíria és Palesztina uralkodója hadjáratokat indított a nabateánusok ellen a tömjénút felszabadítására, de nem járt sikerrel. A nabateánus kereskedelmi befolyás nőtt és több irányba is terjeszkedett. A nabateusok idővel felügyeletük alá vonták a Negev-sivatagon át haladó tömjén- és fűszerkereskedelmi karavánutat is, melyet az útszakaszon levő nabateuskori települések (Avdat, Mamshit, Shivta, al-Khalasa, Elusa és Nitzana) romjainak világörökségi jegyzékbe vétele is tanúsít. A hellenisztikus befolyás nyomait is fellelhetjük a királyi pénzverés és Petra, Madáin Szálih és a Negev-sivatag városainak (szikla)építészetén. A nabateus történelem utolsó nagy korszaka a Róma szövetségeseként töltött békés gyarapodás periódusa volt.

## A szárazföldi útvonalak a görög és római időkben

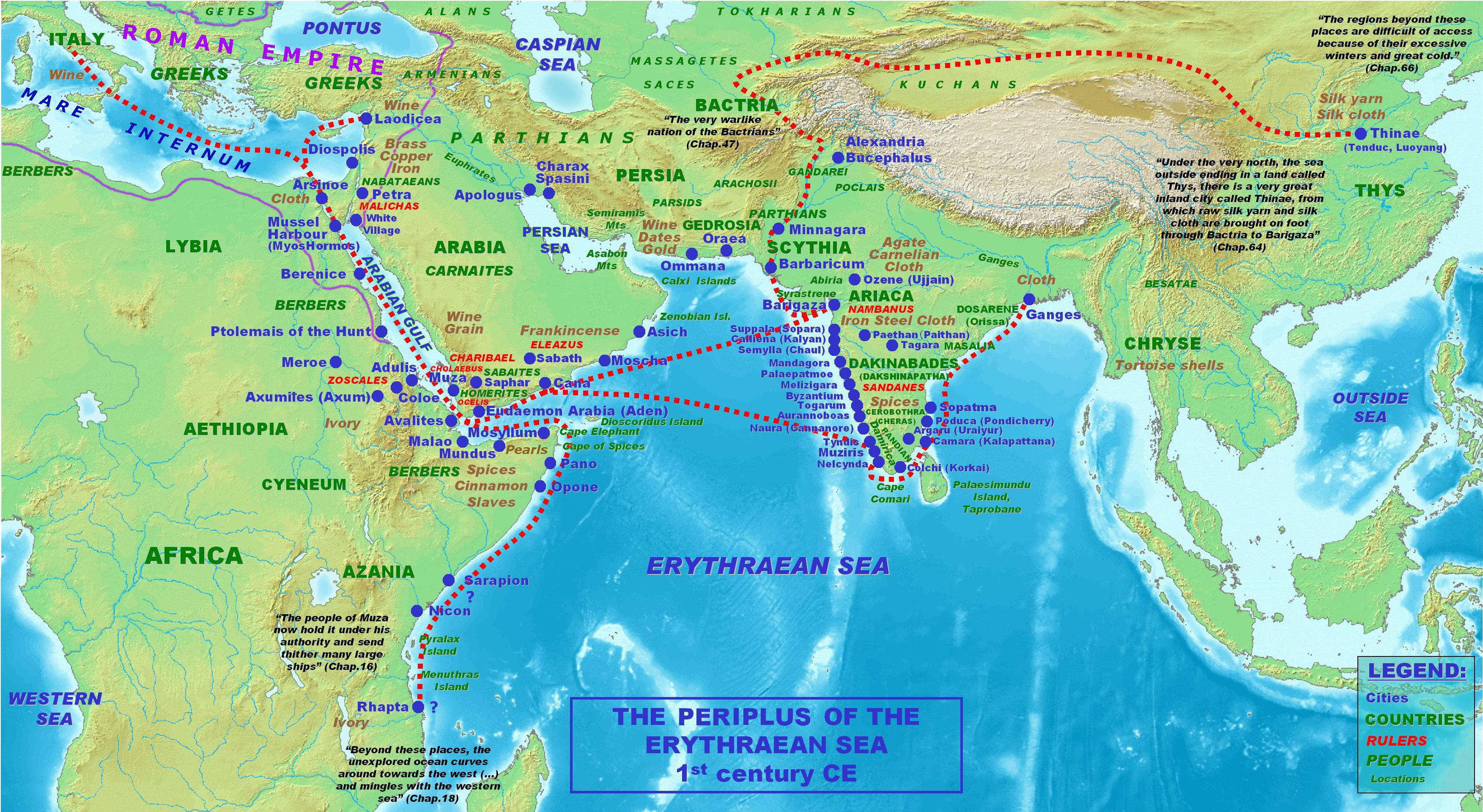
A Periplus Maris Erythraei szerint a Római birodalmat Indiával összekötő tengeri kereskedelmi útvonalak az 1. században. A rómaiak a gyorsabb és biztonságosabb tengeri útvonal kedvéért elkerülték a szárazföldi útvonalat.

Ezzel szemben Udi Léwi úgy tartja, hogy mivel a nabateus királyság békés úton olvadt be a római birodalomba, s békés náció lévén, háborúskodások nélkül vészelték át a zsidó felkelések korszakát is, sőt az 1-3. században volt a leggyümölcsözőbb gazdasági életük.
Miután a Római Birodalom átvette a hatalmat a Földközi-tenger medencéje fölött, visszaállt a kelettel folytatott közvetlen kereskedelem és eltörölték azokat az adókat, amelyeket korábban a deli középréteg szedett. Milo Kearney (2003) szerint "A déli arabok tiltakozásképpen kalóztámadásokat indítottak a római hajók ellen az Adeni öbölben. Válaszképp a rómaiak elpusztították Adent, és inkább a Vörös-tenger nyugat-abesszin kikötőit használták." A középréteg monopóliumát gyengítette a monszunkereskedelem, amely miatt a pártus és arab középréteg áraik átalakítására kényszerült, hogy versenyképes maradhasson a római piacon árult, immár tengeri úton közvetlenül Indiából beszerzett cikkekkel. Az indiai hajók Egyiptomba tartottak, mivel a dél-ázsiai vízi utak nem egyetlen hatalom irányítása alá tartoztak.

A The Cambridge History of Africa (1975) ezt írja:
Az Arábiával és Indiával folytatott tömjén- és fűszerkereskedelem egyre fontosabbá vált, és a görögök első ízben kezdtek közvetlenül Indiával kereskedni. A tengeri útvonal felfedezése, vagy inkább újrafelfedezése egy bizonyos Cyzicusi Eudoxus nevéhez köthető, akit VIII. Ptolemaiosz Euergetész uralkodása idején bíztak meg ezzel a feladattal. Eudoxos kétszer utazott Indiába, azonban összekülönbözött a Ptolemaioszokkal, végül azon az úton halt meg, amit egy, a ptolemaioszi befolyástól mentes indiai tengeri útvonal megtalálása céljából kezdett el Afrika körülhajózásával. Az Egyiptom és India közötti közvetlen kapcsolat létrejöttében talán szerepet játszhatott az ez időben megfigyelhető arab hatalom gyengülése is. Lényegesen nőtt a fahéj, és egyéb keleti fűszerek, mint a bors egyiptomi importja, bár az Indiai óceánon folio szállítás egyelőre ritka volt, évente legfeljebb húsz egyiptomi hajó vágott neki a Vörös Tengeren kívül eső útnak.

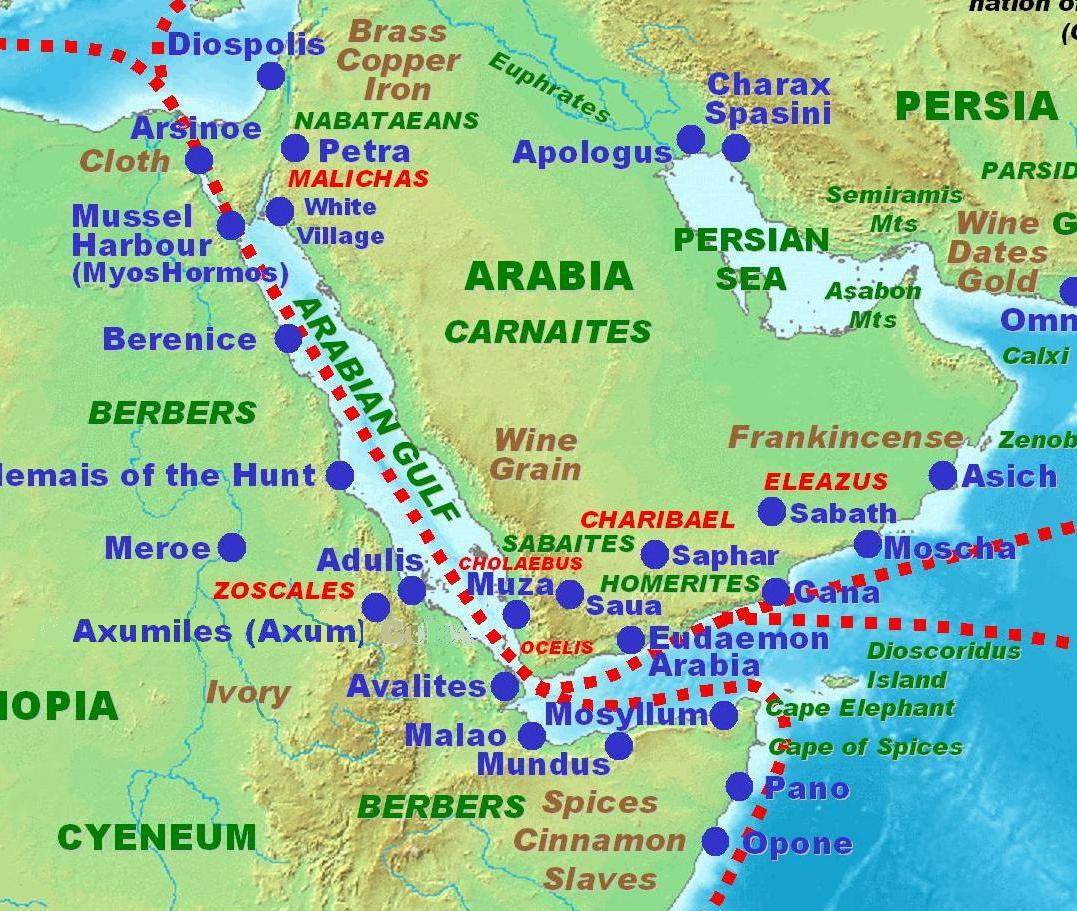
Az Arab félsziget körüli területek a Periplus Maris Erythraeileírása szerint.

Strabo szerint a Róma és India közötti kereskedelem növekvő tendenciát mutatott. (II.5.12.):
Akárhogy is, amikor Cornelius Gallus lett Egyiptom prefektusa, elkísértem őt a Níluson felfelé, egészen Asszuánig és az etióp királyság határáig tartó hajóútjára. Így megtudtam, hogy pontosan százhúsz hajó van úton Myos Hormosból India felé, míg korábban, a Ptolemaioszok idejében legfeljebb néhány hajós vállalkozott arra, hogy ezen az útvonalon induljon Indiába kereskedni.

## A hanyatlás
Young (2001) szerint:
A harmadik század jelentős időszak volt az arábiai tömjénkereskedelem történetében. A század politikai és gazdasági válsága miatt a kereskedelem jellege drámaian megváltozott. Azelőtt a Dél-Arábiából induló tömjénút folyamatosan működni látszott. A harmadik század szűkös gazdasági feltételei miatt az itt folyó kereskedelem nagy része megtorpant, bár sok minden megváltozott a Tetrarchia idején, amikor a gazdasági élet ismét fellendült. Ebben az időszakban a két fő használatban lévő útvonal egyike a Wadi Sirhan, amely korábban Palmürát is érintette, a másik pedig az Aila, amelyen India és Arábia felől érkeztek azok az árucikkek, amelyeket korábban a Vörös-tenger egyiptomi kikötőiben rakodtak ki.

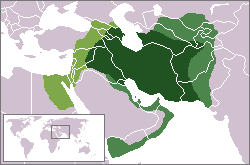
Zöld: A Szászánida Birodalom 602 és 629 között; sráfozott terület: Szasszánid katonai ellenőrzés alatt

Patricia Crone (2006) azon a véleményen van, miszerint a szárazföldi kereskedelem továbbra is fennmaradt az India és a görög-római világ közötti egyre intenzívebb tengeri kapcsolatok mellett. A még nem iszlám mekkaiak például a rómaiak luxuscikkek iránti vágyának kielégítésére használták a Tömjénutat. A mekkaiak idején ugyanazokat a cikkeket exportálták: arab tömjént, kelet-afrikai elefántcsontot és aranyat, indiai fűszereket, kínai selymet stb. A tömjénkereskedelem hanyatlása után Jemen kávékivitelre használta al-Mocha vörös-tengeri kikötőjét.

Egyiptom a Rásidún uralkodása idején.
Mohamed próféta, 622-632
Patriarchális kalifátus, 632-661
Omajjád kalifátus, 661-750

A római-perzsa háborúkat követően a római Bizánci Birodalom területeit a perzsa szasszánius dinasztia tagja, I. Koszró hódította meg. 639 végén vagy 640 elején az arabok Amr ibn al-Ász vezetésével átszelték Egyiptomot.
Ez az előretörés Egyiptom iszlám meghódításának kezdetét jelentette. Alexandria és a többi nagy kikötőváros, biztosította a Ptolemaiosz dinasztia óta görög-római világ számára az Indiával folytatott kereskedelmet.
Végül az oszmánok meghódították Konstantinápolyt a 15. században, ami a törökök kezébe adta az Európa és Ázsia közötti legközvetlenebb kereskedelmi utak fölött gyakorolt hatalmat.

## Napjainkban
Az UNESCO világörökségi bizottsága 2000. november 27-i, az ausztráliai Cairns-ben tartott ülésén világörökségi helyszínné nyilvánította az Omán területére eső tömjéntermő vidéket és a hozzá kapcsolódó kikötőket és oázisokat. Íme az erről szóló határozat részlete: 2008-ban ugyancsak világörökségi listára került - első Szaúd-arábiai objektumként - Mada'in Salih régészeti terület, amely a Vörös-tenger menti szárazföldi karavánút kiemelkedő jelentőségű helye volt.
A tömjén- és mirha-kereskedelemben a kereslet megcsappanásával járt az időszámításunk kezdetén megjelent őskereszténység, s annak a római birodalom területén történő elterjedése (Udi Lévy). Ugyanis a korábbi misztériumok kellékeit jelentő tömjén és mirha helyét új jelkép: a kenyér és a bor váltotta fel (a nabateusok gyors reagálásként meghonosították a Negevbeli városok szőlőművelését).
Az iszlám térhódításával egyidőben a nabateus-gazdaság keretei közt működő távolsági kereskedelem szárazföldi szakasza megszűnt, illetve az útszakasz használati jelentősége lokálissá vált, majd pedig a medinai és mekkai zarándoklatok beindulásával jelentősége újra megemelkedett. Részben ennek, részben az oszmán birodalmi hatalom stratégiai igényeinek kiszolgálására volt hivatva az 1906-ban megépített Bagdad-Medinai vasútvonal, amely lényegében szintén a tömjénút vonalát követte. (Mára megszüntették, csak egyes helyi szakaszai működnek, eredeti nyomvonalát a sivatagban fellelhető roncsai jelzik.)
Vádi Davka tömjénfái, Siszr/Vubár karavánoázisának maradványai, valamint Húr Rúri és al-Balíd kikötői ékesen illusztrálják a régióban évszázadokig virágzó tömjénkereskedelmet, amely az ókori és a középkori világ egyik legjelentősebb kereskedelmi tevékenysége volt.
A Themba Wakashe vezette Világörökségi Bizottság 2005. július 15-én vette az UNESCO világörökségek listájára a tömjénút városait a Negev-sivatagban. A határozat így rendelkezik:
Haluza, Mamshit, Avdat és Shivta nabateus városai, a hozzájuk tartozó erődítményekkel és a Negev-sivatag mezőgazdasági tájaival a tömjénút Földközi-tenger felé vezető vonalán terülnek el. Együttesen mutatják a Szaúd-Arábiából a mediterráneumba irányuló bőségesen jövedelmező tömjén- és mirhakereskedelmet, amely a Kr. e. 3. századtól az i. sz. 2. századig virágzott. Kifinomult öntözőrendszerük, városi építményeik, erődítményeik és karavánszerájaik nyomai mind arról tanúskodnak, milyen otthona volt a zord sivatag a kereskedelemnek és mezőgazdaságnak.

## A szócikk témájához lásd még
- Karaván
- Nabateusok
- Mada'in Salih
- Petra
- Negev-sivatag

## Fordítás
- Ez a szócikk részben vagy egészben  az   Incense Route című angol Wikipédia-szócikk ezen változatának fordításán alapul.  Az eredeti cikk szerkesztőit annak laptörténete sorolja fel. Ez a jelzés csupán a megfogalmazás eredetét és a szerzői jogokat jelzi, nem szolgál a cikkben szereplő információk forrásmegjelöléseként.